# مخلوق

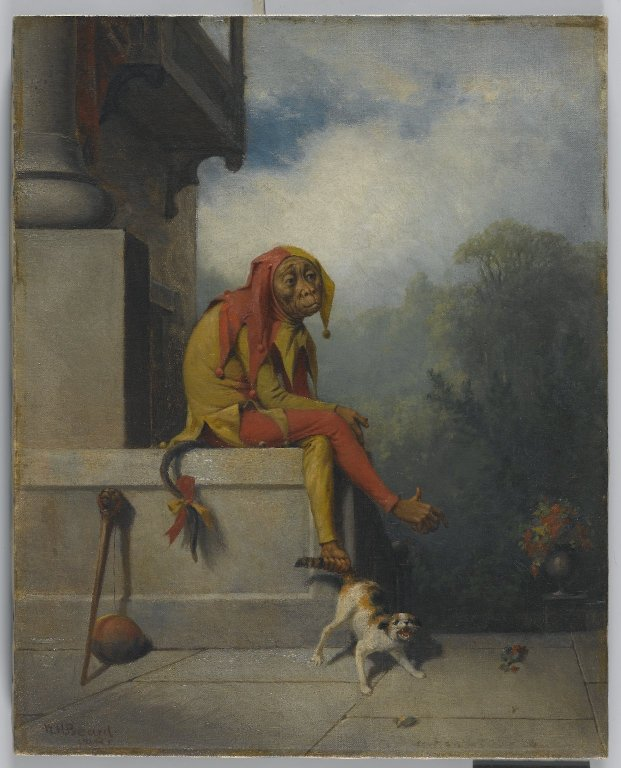

المخلوق (ج. مخلوقات) هو مصطلح يستخدم بشكل عام للإشارة إلى كافة الأشياء المادية في الكون (وبشكل خاص إلى للإشارة إلى الكائنات الحية) وفق منطلق الخلقية التي يراها البعض نظرية لنشوء الكون والبعض الآخر يراها أسطورة.
برتبط مفهوم الخلق وكيفيته حسب الاعتقاد الديني.